# 측복진 유가씨

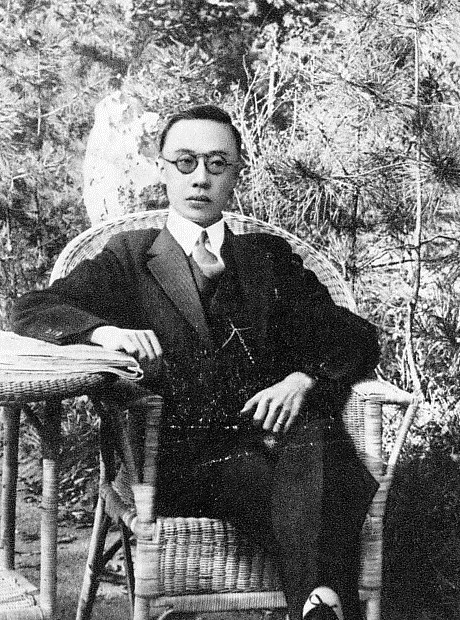
그녀의 친손 청 선통제 푸이는
훗날 만주국 군주 등극하기도 하였다.

소복진 유가씨(小福晉 劉佳氏, 1866년 ~ 1925년)는 중국 청나라의 제8대 황제 선종 도광제(宣宗 道光帝)의 서자(庶子)인 순현친왕 이쉬안(醇賢親王 奕譞)의 첫째 측실(側室)이고 순친왕 짜이펑(醇親王 載灃)의 어머니이며 청나라 제12대 황제이자 중국 최후의 황제였던 청 공종 선통제 푸이(淸 恭宗 宣統帝 溥儀)의 친조모이다. 이름은 취연(翠妍)이다.
1881년 순현친왕 혁현의 후궁이 되어 3남 2녀를 두었으나 10년만에 남편과 사별했다. 그녀의 소생 세번째 아들 재도는 서태후의 명령으로 아들 없이 죽은 삼촌이자 혁현의 친동생 혁흡의 양자로 임명됐는데 이때부터 정신병에 시달리게 된다. 손자 푸이가 차기 황제로 임명되자 충격을 받고 실신, 정신병이 악화되었다. 그녀는 자금성의 사자가 손자를 데려가려 하자 손자를 껴안고 내주지 않으려 했다 한다.

## 생애
당시 5품 관료인 디칭(德慶)의 딸로 태어났다. 유가씨로 알려졌으나 일설에는 유씨였다는 설도 있다. 1881년 순현친왕의 측실로 간택되어 그와의 사이에서 3남 1녀를 두었으며 10년 후 1891년 순현친왕과 사별하였고 그로부터 17년 후 1908년 광서제(光緖帝)의 붕어와 서태후(西太后)의 훙서 직후 친손자 선통제가 보위에 오르는 것을 목도하였으며 1912년 청 제국(淸 帝國)의 멸망을 목도한 이후에도 베이징에 계속 거주하다가 1925년 향년 59세로 훙서하였다.
그는 혁현의 아들 재풍과 재선, 재도와 두 딸을 두었다. 1891년 11월 23세 때 남편 혁현과 사별했다. 1896년 아들 재도는 서태후의 명령으로 삼촌 혁흡의 종군왕 작위를 세습했다. 이때부터 그는 갑자기 정신병에 걸려 광기에 시달렸다. 1896년 순현친왕의 적복진 예허나라씨(葉赫那拉氏)가 병으로 죽자 유가씨가 순친왕부의 일을 임시로 주관하였다. 1901년 아들 재풍이 서태후의 최측근 영록의 딸 여우란과 결혼했다. 다른 아들 재순은 1902년 양자가 파양된 서민군왕 혁지(奕誌)의 양자로 입양되었다.
본래 재풍의 약혼자는 그녀에 의해 정해졌으나 의화단 운동 당시 독일 외 8개국 군대가 주둔하자 강간을 두려워해 자살했다. 유가씨는 재풍의 다른 약혼자를 물색하여 정했다. 유가씨는 아들 재풍을 다른 여자와 결혼시킬 생각이었으나, 서태후가 강력 반대했다. 1907년 11월 13일 광서제가 갑작스럽게 독살당하자, 서태후는 그녀의 손자 푸이를 차기 황제로 내정했다. 이 소식을 듣고 그녀의 정신병과 광기는 악화되었다. 11월 13일 자금성에서 사절단이 오자, 유가씨는 어린 손자를 껴안고 내주지 않으려 했으나 간곡한 설득으로 마지못해 손자를 내주었다. 어린 손자가 입궐하자 그는 기절했다가 깨어났으며 이후 그의 정신병은 더욱 악화되었다. 이때 그는 41세였다.
푸이가 황제로 즉위하자 남편 순현친왕 혁현은 황제본생조고순현친왕, 혁현의 본처 엽혁나랍씨는 황제본생조비순현친왕적복진의 존호를 받았다. 그는 황제의 친조모였으나 그에게는 황제의 생모 여우란과 함께 어떠한 존호, 존봉이 내려지지 않았다. 아들 자이펑은 감국섭정왕에 봉해졌다.
1916년 푸이가 10살이 되자, 그해 봄 광서제의 경의황귀비에 의해, 아들 자이펑, 며느리 여우란, 손자 푸제 등과 함께 자금성을 찾아 푸이를 만나보았다. 1921년 푸이가 단강황귀비와 말다툼을 했다. 단강황귀비는 화가 나서 푸이의 탈선을 이유로 유가씨와 여우란을 공개적으로 질책했다. 유가씨는 이때 공포에 질려 무기력하게 되었다.
아편에 중독된 여우란은 공개 질책을 받고 다량의 아편을 삼키고 자살했다. 유가씨는 여우란의 자살에 심한 분노를 느꼈다. 1925년 푸이가 텐진에 도착했을 때 유가씨는 마지막으로 푸이를 만나봤고, 그 해 세상을 떠났다.